# Josef Paleček (politik)
Josef Paleček (23. února 1902 Vlkava – 13. listopadu 1965 Praha) byl český a československý politik Komunistické strany Československa a poúnorový poslanec Národního shromáždění ČSR.

## Biografie
Po volbách roku 1948 byl zvolen do Národního shromáždění za KSČ ve volebním kraji České Budějovice. Mandát nabyl až dodatečně v červenci 1951 jako náhradník poté, co rezignoval poslanec Otto Šling. V parlamentu setrval do konce funkčního období, tedy do voleb v roce 1954.
Zastával četné stranické funkce. V letech 1945–1950 byl vedoucím tajemníkem Krajského výboru KSČ v Českých Budějovicích. V listopadu 1945 byl kooptován za člena Ústředního výboru Komunistické strany Československa. VIII. sjezd KSČ a IX. sjezd KSČ ho ve funkci potvrdil. XII. sjezd KSČ ho zvolil členem Ústřední kontrolní a revizní komise KSČ. V období červen 1958 až prosinec 1962 zastával post člena Komise stranické kontroly. V roce 1955 mu byl udělen Řád republiky, v roce 1961 Řád Klementa Gottwalda.
Zemřel v listopadu 1965 po dlouhé nemoci.